# هیتی تالویک
هیتی تالویک (استونیایی: Heiti Talvik; زاده ۹ نوامبر ۱۹۰۴ – درگذشته ۱۸ ژوئیهٔ ۱۹۴۷) شاعر اهل استونی بود.
تالویک در شهر تارتو از پدری پزشک و مادری پیانیست به دنیا آمد در سال ۱۹۲۳ از تحصیل کناره‌گیری کرد و برای کار استخراج سنگ نفت به کوتلا-یاروه رفت، در همان دوران اشعاری سرود که در مجله Looming منتشر شد سپس توسط فریدبرت توگلاس ویرایش شد.
وی در سال ۱۹۲۶ در شهر پارنو به تحصیل ادامه داد و سپس از دانشکده فلسفه دانشگاه تارتو فارغ‌التحصیل شد. تالویک در سال ۱۹۳۴ پس از انتشار مجموعه شعر Palavik به یکی از مشهورترین شاعران استونی تبدیل شد. او در سال ۱۹۳۷ با بتی آلور که شاعر هم بود ازدواج کرد.
وی پس از اشغال استونی در مه ۱۹۴۵ توسط شوروی دستگیر و به سیبری تبعید شد و دیگر خبری از او شنیده نشد، تالویک احتمالاً در هنگام تبعید در ژوئیه ۱۹۴۷ از دنیا رفته و محل قبرش نامشخص است.